# Mai 1760
Cette page présente les faits marquants du mois de mai 1760.

## Décès
- 1er mai : Christiana Mariana von Ziegler (poétesse allemande)
- 3 mai : François-Pierre-André Bertrand de Palmarolle (officier français)
- 6 mai : Bernardino Tafuri (historien italien)
- 8 mai : Jean-Jacques Gorge de Saint-Martin (lieutenant français)
- 9 mai :
  - Marie-Joseph Toussaint de Carné de Trécesson (officier français)
  - Nikolaus Ludwig von Zinzendorf (pasteur allemand)
- 10 mai : Christoph Graupner (musicien germanique)
- 11 mai : Alaungpaya (roi birman)
- 13 mai : François Guillemot de Villebois (vice-amiral russe)
- 14 mai : Claude-François de Narbonne-Pelet (ecclésiastique français)
- 15 mai : Julien Louis Bidé de La Granville (magistrat français)
- 16 mai : Cornelius Magrath (géant irlandais)
- 17 mai : Jérôme Florian Radziwiłł (homme politique lituanien)
- 22 mai : Baal Shem Tov (rabbin ukrainien)
- 29 mai :
  - Joseph Nadeau (militaire français)
  - François Salerne (médecin français)
- 30 mai : Jeanne-Élisabeth de Holstein-Gottorp (princesse allemande)